# جغد طلایی
جغد طلایی یا جغد عمانی (نام علمی: Strix butleri) گونه‌ای جغد است که همانند جغد جنگلی، کم‌رنگ، کوچک با چشمان زرد نارنجی دیده می‌شود که در مناطق بیابانی به سر می‌برد. سر نسبتاً گرد و در پرواز شبیه جغد جنگلی است. صفحهٔ صورت سفید چرکی با نوار تیره‌ای در وسط پیشانی، زیرتنه سفید نخودی با رنگ نامشخص گل اخرایی است. زیستگاه این پرنده در نواحی بیابانی صخره‌ای با شکاف‌ها و صخره‌های با فرسایش بادی، چشمه‌ها و نواحی مسکونی به سر برده و در سوراخ‌ها یا شکاف صخره‌ها آشیانه می‌سازد. بر اساس رکوردهای اعلام‌شده، در نیمه جنوبی کشور یافت می‌شود. 